# Benign
Benign (de la rădăcina latină bene- = "de bine" și -genus = "născut"), este un termen polivalent (vezi benign), și este folosit ca termen medical cu o semnificație specifică pentru a descrie o boală care se prezintă cu gravitate medie, nu progresivă. Termenul este foarte familiar ca descriptor de tumori ne-cancerigene (ne-maligne) sau neoplasme, dar se poate referi și la alte condiții medii de sănătate.
Utilizări ale termenului "benign" în oncologie:
- Tumoare benignă, în general, sinonim cu neoplasmul benign, sau neoplazie.

Tulburări non-oncologice menționate ca"benigne":
- Hipertensiune intracraniană benignă
- Vertij pozițional paroxistic benign⁠(d)
- Hipertrofia benignă de prostată
- Malaria benignă (malaria cauzată în special de Plasmodium vivax sau Plasmodium ovale).

## Legături externe
- „benign” la DEX online

## Vezi și
- Toate paginile care conțin termenul „benign”